# Bem público puro
Bem público puro, é um bem cujo consumo não é rival e cuja exclusão não é desejável (por oposição aos bens privados). A não rivalidade é a característica de dois ou mais consumidores poderem consumir uma mesma unidade do bem (consumo conjunto), ou seja, o consumo do bem por um consumidor não reduz a quantidade disponível para consumo desse bem por outro consumidor. A exclusão não ser desejável é a característica inerente ao facto de não existirem custos adicionais em ter um consumidor extra.
Ver também:
- Bem público (economia)